# Спортивные сооружения зимних Олимпийских игр 2018

Ниже представлен список всех спортивных арен, на которых прошли соревнования зимних Олимпийских игр 2018 года и зимних Паралимпийских игр 2018 года в Пхёнчхане. Соревнования Олимпиады были проведены на 12 аренах, включая шесть новых.

## Горный кластер Альпенсия
| Сооружение                            | Спорт                                                    | Спорт                                         | Вместимость                                |
| Сооружение                            | Олимпийские игры                                         | Паралимпийские игры                           | Вместимость                                |
| ------------------------------------- | -------------------------------------------------------- | --------------------------------------------- | ------------------------------------------ |
| Олимпийский стадион                   | Церемонии: · открытия/закрытия, · награждения            | Церемонии: · открытия/закрытия, · награждения | 35 000                                     |
| Лыжный центр «Альпензия»              | Лыжные гонки Лыжное двоеборье (лыжные гонки)             | Лыжные гонки                                  | 15 500                                     |
| Центр биатлона «Альпензия»            | Биатлон                                                  | Биатлон                                       | 26 500                                     |
| Ёнпхён                                | Горнолыжный спорт                                        | Горнолыжный спорт                             | 18 000                                     |
| Центр прыжков на лыжах                | Лыжное двоеборье (прыжки с трамплина) Прыжки с трамплина | —                                             | 7000                                       |
| Центр санных видов спорта «Альпензия» | Бобслей Санный спорт Скелетон                            | —                                             | 7000                                       |
| Бугван Фёникс Парк                    | Фристайл Сноуборд                                        | Сноуборд                                      | 4000 (фристайл-центр) 6250 (сноуборд-парк) |
| Чунбон                                | Горнолыжный спорт                                        | Горнолыжный спорт                             | 6500                                       |

## Прибрежный кластер Каннын
| Сооружение                            | Спорт                      | Спорт                | Вместимость |
| Сооружение                            | Олимпийские игры           | Паралимпийские игры  | Вместимость |
| ------------------------------------- | -------------------------- | -------------------- | ----------- |
| Хоккейный центр Каннын                | Хоккей                     | —                    | 10 000      |
| Спортивная арена Университета Квандон | Хоккей                     | Следж-хоккей на льду | 6000        |
| Каннынский ледовый каток              | Кёрлинг                    | Кёрлинг на колясках  | 3500        |
| Ледовый дворец Каннын                 | Фигурное катание Шорт-трек | —                    | 12 000      |
| Олимпийский Овал Каннына              | Конькобежный спорт         | —                    | 8000        |